# Groupement européen des autorités de sûreté nucléaire
Ne doit pas être confondu avec l'Association des autorités de sûreté nucléaire des pays d'Europe de l'Ouest (WENRA)
Le Groupement européen des autorités de sûreté nucléaire (ENSREG) (en anglais European Nuclear Safety Regulators Group),, créé en mars 2007, réunit dans le domaine du nucléaire, les responsables des autorités de sûreté nucléaire de l'Union européenne (27 États membres) ainsi que la Commission européenne.
Elle se présente comme une autorité indépendante regroupant des experts (hauts fonctionnaires) du domaine.

## Missions
L'ENSREG aide à établir les conditions d'amélioration continue et à parvenir à une compréhension commune et améliorée des domaines de la sûreté nucléaire et la gestion des déchets radioactifs.
Sur la base d’orientations définies par le Conseil de l'Union européenne, l'ENSREG a engagé une réflexion sur la sûreté, la gestion des déchets radioactifs et du combustible usé et la transparence dans le secteur nucléaire au plan européen.
Ces travaux préparatoires ont contribué à l'adoption d’une directive sur la sûreté nucléaire le 25 juin 2009.

## WENRA et ENSREG
« À la différence de WENRA, l'ENSREG est composé uniquement de représentants nationaux des 27 États membres [de l'Union Européenne] compétents en matière de sûreté nucléaire et d'un représentant de la Commission européenne qui en assure le secrétariat. Les chefs d'autorité de sûreté nationale y siègent en tant que représentants de leur gouvernement respectif. Ils peuvent donc recevoir des instructions de leurs gouvernements, à l'inverse de ce qui se passe au sein de WENRA ».
« WENRA a la charge du travail technique. L'ENSREG joue un rôle politique de conseiller de la Commission européenne sur les questions de sûreté nucléaire ».

## Membres
La Commission européenne est membre de l'ENSREG.
L'ENSREG est constitué des représentants des autorités officielles des 27 États membres de l'Union européenne, : 
- Allemagne : ministère fédéral de l’Environnement, de la Protection de la nature et de la Sécurité nucléaire (BMU)
- Autriche : ministère fédéral de l'Agriculture, des Forêts, de l'Environnement et des Eaux (BMLFUW)
- Belgique :
  - Agence fédérale de contrôle nucléaire (AFCN/FANC)
  - Organisme national des déchets radioactifs et des matières fissiles enrichies (ONDRAF/NIRAS)
- Bulgarie : Agence de réglementation nucléaire (NRA)
- Croatie
- Chypre : ministère du Travail et de la Sécurité sociale
- Danemark :
  - Institut national de protection radiologique (SIS) (en danois Statens Institut for Strålebeskyttelse)
  - Agence danoise de gestion d'urgence (DEMA) (en danois Beredskabsstyrelsen)
- Espagne :
  - Conseil de sécurité nucléaire (CSN)
  - Ministère de l'Industrie, de l'Énergie et du Tourisme
- Estonie : département de sûreté radiologique (ex-Centre estonien de protection radiologique (ERPC))
- Finlande :
  - Autorité de sûreté radiologique et nucléaire (STUK)
  - Ministère de l'Emploi et de l'Économie
- France : 
  - Autorité de sûreté nucléaire (ASN)
  - Ministère de l'Écologie, du Développement durable et de l'Énergie (MEDDE)
- Grèce : Commission grecque de l'énergie atomique (GAEC)
- Hongrie : Autorité hongroise de l'énergie atomique
- Irlande : Institut de protection radiologique d'Irlande (RPII)
- Italie :
  - Institut supérieur pour la protection et la recherche environnementale (ISPRA)
  - Ministère du Développement économique
- Lettonie :
  - Centre de sûreté radiologique
  - Ministère de l'Environnement
- Lituanie : Inspection d'État pour la sûreté de l'énergie nucléaire (VATESI)
- Luxembourg : ministère de la Santé
- Malte : Conseil de radioprotection (en anglais Radiation Protection Board)
- Pays-Bas : Ministère des Affaires économiques, de l'Agriculture et de l'Innovation
- Pologne : Agence nationale de l'énergie atomique (PAA) (en polonais Państwowa Agencja Atomistyki)
- Portugal :
  - Centre de physique nucléaire de l'Université de Lisbonne
  - Institut supérieur technique/Institut technologique et nucléaire (IST/ITN)
- Roumanie :
  - Commission nationale de contrôle des activités nucléaires (CNCAN)
  - Agence nationale des déchets radioactifs (ANDRAD)
- Slovaquie : Autorité de réglementation nucléaire de la République slovaque (ÚJD SR)
- Slovénie : Administration slovène de sûreté nucléaire (SNSA)
- Suède : Autorité suédoise de sûreté radiologique (SSM)

- Norvège : Autorité norvégienne de protection contre les radiations (NRPA)
- Suisse : Inspection fédérale de la sécurité nucléaire (IFSN/ENSI)

## Le site internet de l'ENSREG
Il présente les accords internationaux importants – les conventions internationales – qui traitent de la sûreté nucléaire et de son règlement.
Il décrit la façon dont ces accords mondiaux sont mis en œuvre dans les États membres de l'UE, et le rôle de l'UE (et maintenant de l'ENSREG) dans le jeu des organisations internationales dans ce domaine).
Le traité Euratom, qui est le socle des compétences et actions de l'UE en matière d'énergie nucléaire, est présenté, avec ses exigences d'information et de consultation du public.
Pour les citoyens de l'UE ayant un intérêt dans les questions de sécurité nucléaire dans leur propre pays, des liens sont fournis vers les autorités réglementaires nationales de chacun des États membres.